# Edward G. Robinson

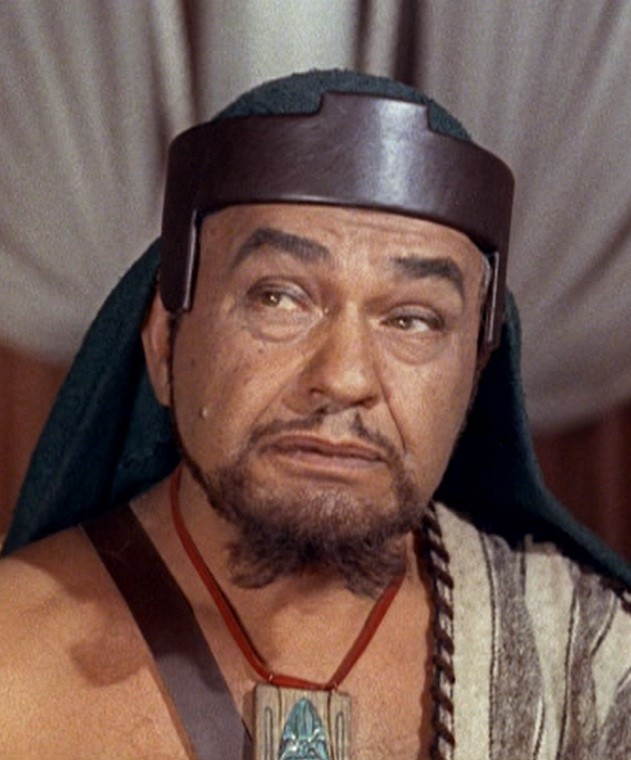
Edward G. Robinson.

Edward G. Robinson (pseudonimul lui Emanuel Goldenberg, n. 12 decembrie 1893, București, România – d. 26 ianuarie 1973, Hollywood, California, SUA) a fost un actor american de origine român evreu. După o carieră cinematografică întinsă pe mai mult de cinci decenii (1916-1972), Institutul American de Film l-a clasat pe Robinson printre cei mai mari actori ai secolului al XX-lea.

## Filmografie selectivă
- 1931 Micul Caesar (Little Caesar), regia Mervyn LeRoy  - Little Caesar
- 1937 Teroare  - Nick Donati
- 1938 Dubla existență a doctorului Clitterhouse - Dr. Clitterhouse
- 1939 Confesiunile unui spion nazist - Edward Renard
- 1944 Femeia din vitrină - Profesor Richard Wanley
- 1944 Asigurare de moarte (Double Indemnity), regia Billy Wilder - Barton Keyes
- 1946 Străinul - Wilson
- 1948 Key Largo, regia John Huston - Johnny Rocco
- 1955 Înfrângerea lui L. Wilkison (The Violent Men), regia Rudolph Maté
- 1956 Cele zece porunci (The Ten Commandments), regia Cecil B. DeMille - Dathan
- 1963 Premiul - Dr. Max Stratman / Prof. Walter Stratman
- 1964 Toamna Cheyenilor (Cheyenne Autumn), regia John Ford
- 1964 Bunul meu vecin Sam (Good Neighbor Sam), regia David Swift
- 1965 The Cincinnati Kid, regia Norman Jewison
- 1969 Aurul lui Mackenna (Mackenna's Gold), regia J. Lee Thompson
- 1973 Hrana verde (Soylent Green), regia Richard Fleischer